# 犬田充
犬田 充（いぬた みつる、1931年2月25日 - ）は、日本の社会心理学者、東海大学名誉教授。

## 来歴
東京生まれ。1953年東京教育大学理学部物理学科卒業。55年同大学院修士課程修了、光文社入社。1961年日本リサーチセンター調査部、1972年東海大学政経学部助教授、教授、2001年退任、名誉教授。

## 著書
- 『消費の思想 大衆社会を動かすもの』日本経済新聞社 日経新書 1967
- 『行動科学入門 科学的方法による人間の理解』日本経営出版会 ケイエイ選書 1968
- 『社会心理学入門』誠文堂新光社 ブレーンブックス 1968
- 『知識産業入門 情報化社会の新しい主役』日本経済新聞社 日経新書 1969
- 『組織を動かす人のマニュアル』日本経営出版会 1970
- 『行動科学入門 人間・経営行動における科学革命』日本経営出版会 1971
- 『行動科学序説 方法と体系』税務経理協会 1976
- 『集団主義の構造 日本的集団主義の性質と効用』産業能率短期大学出版部 1977
- 『大衆消費社会の終焉』中公新書 1977
- 『市場調査の管理ポイント』税務経理協会 管理ポイントシリーズ 1979
- 『社会摩擦の心理構造 権利主張・葛藤・紛争の考察』産業能率大学出版部 1980
- 『日本人の階層意識 「中流」の読み方・とらえ方』PHP研究所 1982
- 『調査の基本 経営のための企画から報告書づくりまで』日本能率協会 1983
- 『マーケティング戦略のための消費者行動のとらえ方』日本能率協会 1986
- 『欲望社会 人にやさしい消費社会の到来』中央経済社 1986
- 『迷宮としての消費社会』中央経済社 1987
- 『学生の快楽・教授の憂鬱・親の溜息 誰のための大学か』中央経済社 1993
- 『「超」消費社会 戦後50年のさまよう欲望と行動』中央経済社 1996
- 『メディアの快楽 情報ネットワーク社会の到来』NECクリエイティブ 1996
- 『行動科学 源流・展開・論理・受容・終焉』中央経済社 2001

### 共編著
- 『数字の読み方 ビジネスマンの必須条件』池田進共著 講談社ブルーバックス 1964
- 『欲望をつくる心理 深層心理と消費者行動』佐竹宣夫共著 講談社ブルーバックス 1964
- 『現代のエスプリ 第33 行動の科学』南博共編 至文堂 1970
- 『行動科学入門 社会科学の新しい核心』関寛治,吉村融共著 講談社ブルーバックス 1970
- 『講座情報社会科学 4 言語と情報  3 言語と人間行動』高田洋一郎共著 学習研究社 1977
- 『「昭和」の終わり 80年代の日本人』藤竹暁共著 講談社 1980
- 『地域「紛争」の研究 自治体の役割と合意形成の条件』長谷川文雄共編著 学陽書房 1981
- 『30のキーワードで学ぶ現代経営』編 東海大学出版会 1998

### 翻訳
- バーナード・ベレルソン, ガーリー・A.スタイナー『行動科学』誠信書房 1968
- アーウィン・D.J.ブロス『デシジョン・メーキング 統計的意思決定入門』講談社 1969
- K.E.ボールディング『社会科学のインパクト 経済学の未来を求めて』武者小路公秀,吉村融共訳 ダイヤモンド社 1970
- ウォルター・J・オング編『知識と人間の未来』講談社 1970
- エリック・ムーンマン『発展する組織のコミュニケーション アクション・リサーチによるケース・スタディ』村上和子共訳 日本能率協会 1970
- アメリカ産業会議編『行動科学 その概念とマネジメントへの適用』日本能率協会 1971
- ドナルドN.マイケル『混乱の未来社会 明日はバラ色ではない』講談社 1971
- R.C.サンプソン『ねずみ競争からの脱出 行動科学で優雅に生きよう』村上和子共訳 日本経済新聞社 1972
- バラス・F・スキナー『行動工学とはなにか スキナー心理学入門』佑学社 1975
- リチャード・I.エヴァンス編著『現代心理学入門』講談社学術文庫　1983

## 論文
- Cinii